# Power Rangers Time Force
Power Rangers Time Force – dziewiąty sezon amerykańskiego serialu dla dzieci i młodzieży Power Rangers, oparty na japońskim serialu tokusatsu Mirai Sentai Timeranger.
Seria Power Rangers Time Force liczy łącznie 40 odcinków i jest pierwszą w historii, w której część członków drużyny Power Rangers pochodzi z przyszłości. To także ostatni sezon wyprodukowany w całości przez Saban Entertainment.
Premiera produkcji odbyła się 3 lutego 2001 roku w Stanach Zjednoczonych, na antenie stacji Fox Kids. Finałowy odcinek został wyemitowany 17 listopada 2001 roku na tym samym kanale. Polska premiera serialu miała miejsce 7 września 2002 roku na antenie Fox Kids.
Jest to pierwsza seria Power Rangers w Polsce, która została opatrzona dubbingiem.

## Fabuła
W odległej przyszłości, drużyna Power Rangers, znana jako Power Rangers Time Force to podróżujące w czasie siły policyjne, łapiące i zamrażające mutanty-kryminalistów. W 3000 roku, notorycznie karany geniusz Ransik przeprowadza brawurową ucieczkę, pokonuje Czerwonego Time Force Rangera – Alexa, przejmuje całe kriogeniczne więzienie pełne niebezpiecznych mutantów i przenosi się w czasie do 2001 roku. Tam stara się wyzwolić nową falę zbrodni przeciwko naszemu współczesnemu światu, nie mającemu szans z jego najnowszą technologią. W pogoni za Ransikiem, Jen – narzeczona Alexa – lideruje drużynie Time Force, która cofa się w czasie, aby schwytać zbiegłego przestępcę. W 2001 roku sprzymierzają się z odległym przodkiem Alexa, Wesem, który dzięki posiadaniu wspólnego DNA z jego przyszłym potomkiem otrzymuje dostęp do mocy Czerwonego Time Force Rangera.

## Obsada
Poniższa lista przedstawia głównych bohaterów serialu Power Rangers Time Force wraz z nazwiskami odtwórców ról.

### Rangersi
| Ranger                      | Postać         | Aktor                   |
| --------------------------- | -------------- | ----------------------- |
| Time Force Czerwony Ranger  | Wesley Collins | Jason Faunt             |
| Time Force Różowa Rangerka  | Jen Scotts     | Erin Cahill             |
| Time Force Niebieski Ranger | Lucas Kendall  | Michael Copon           |
| Time Force Żółta Rangerka   | Katie Walker   | Deborah Estelle Philips |
| Time Force Zielony Ranger   | Trip           | Kevin Kleinberg         |
| Quantum Ranger              | Eric Myers     | Daniel Southworth       |

### Sprzymierzeńcy
- Circuit (głos: Brianne Siddall) – mechaniczna sowa, będąca źródłem informacji Rangersów.
- Kapitan Logan (Roy Werner) – nadzorca i zwierzchnik drużyny Time Force.
- Pan Collins (Edward Albert) – nieznany z imienia ojciec Wesa, multimilioner-biznesmen, właściciel Bio-Lab, założyciel Srebrnych Strażników.
- Srebrni Strażnicy (ang. Silver Guardians) – organizacja zwalczająca przestępstwa w Silver Hills.
- Dr Michael Zaskin (Ken Merckx) – naukowiec pracujący w Bio-Lab.
- Alex Drake (Jason Faunt) – Czerwony Time Force Ranger z 3000 roku. Prawdopodobnie jest potomkiem Wesa, aczkolwiek nie zostało to potwierdzone.

#### Rangersi z poprzednich serii
| Ranger                      | Seria             | Postać         | Aktor                 |
| --------------------------- | ----------------- | -------------- | --------------------- |
| Czerwony Lightspeed Ranger  | Lightspeed Rescue | Carter Grayson | Sean Cw Johnson       |
| Niebieski Lightspeed Ranger | Lightspeed Rescue | Chad Lee       | Michael Chaturantabut |
| Zielony Lightspeed Ranger   | Lightspeed Rescue | Joel Rawlings  | Keith Robinson        |
| Żółta Lightspeed Rangerka   | Lightspeed Rescue | Kelsey Winslow | Sasha Williams        |
| Różowa Lightspeed Rangerka  | Lightspeed Rescue | Dana Mitchell  | Alison MacInnis       |
| Titanium Ranger             | Lightspeed Rescue | Ryan Mitchell  | Rhett Fisher          |

### Wrogowie
- Ransik (Vernon Wells) – mizantropijny mutant-kryminalista z 3000 roku, który cofnął się w czasie do 2001 roku, aby objąć władzę nad Ziemią, główny antagonista serii.
- Nadira (Kate Sheldon) – córka Ransika.
- Frax (głos: Eddie Frierson) – robot na usługach Ransika, konstruujący dla niego armię Cyklobotów.
- Gluto (głos: Neil Kaplan) – mutant na usługach Ransika, bez wzajemności zakochany w jego córce Nadirze.
- Cykloboty – żołnierze Ransika, skonstruowane przez Fraxa.
- Vypra (Jennifer L'Yen) – demon będący hybrydą żmii i wiwerny, przeciwniczka Lightspeed Rescue Rangersów. Została zniszczona z ręki Cartera i Wesa.
- Quarganon – demon, który został wskrzeszony przez Vyprę. Mimo że był określany jako superdemon, został dość łatwo pokonany. Razem z Vyprą został zniszczony z ręki Cartera i Wesa.
- Turtlecon Rangersi – złe klony Time Force Rangersów, stworzone przez Turtlecona. Są dużo potężniejsze od zwykłych Rangersów.

## Muzyka tytułowa
Power Rangers Time Force, to muzyka tytułowa serii Power Rangers Time Force, wykorzystana m.in. w czołówce serialu. Dodatkowo utwór pojawiał się wielokrotnie w trakcie odcinków, w wersji z wokalem oraz instrumentalnej.
Kompozytorem utworu był Jeremy Sweet, który wcześniej skomponował piosenki czołówkowe dla serii Power Rangers Zeo, Power Rangers Turbo, Power Rangers: Zagubiona galaktyka i Power Rangers Lightspeed Rescue.

## Wersja polska
Opracowanie i udźwiękowienie wersji polskiej: na zlecenie Fox Kids – Eurocom Studio

Reżyseria: Dobrosława Bałazy

Dźwięk i montaż: Jacek Kacperek

Udział wzięli:
- Robert Tondera –
  - Wes Collins,
  - Alex Drake
- Jacek Kopczyński – Lucas Kendall
- Tomasz Steciuk – Trip
- Anna Apostolakis – Katie Walker
- Lucyna Malec – Jen Scotts
- Cezary Nowak –
  - Kapitan Logan,
  - Eric Myers
- Izabela Dąbrowska –
  - Nadira,
  - Kelsey Winslow
- Włodzimierz Bednarski – Ransik
- Mirosław Guzowski –
  - Dr Ferricks/Frax,
  - Dr LaVoy,
  - Dr Zaskin,
  - Walter Brown,
  - Dash,
  - Ryan Mitchell,
  - Różne postacie
- Jarosław Domin – Carter Grayson
- Piotr Zelt –
  - Pan Collins,
  - Joel Rawlings,
  - Różne postacie
- Anna Wiśniewska – Circuit
- Andrzej Gawroński – Philips
- Brygida Turowska –
  - Vypra,
  - Angela Fairweather,
  - Contemptra/Angelique
- Zbigniew Suszyński – Chad Lee
- Grzegorz Drojewski – Notacon
- Jerzy Molga –
  - Gluto,
  - Różne postacie

i inni

## Spis odcinków
| Premiera w USA                             | Nr  | Nr w serii | Polski tytuł                  | Angielski tytuł               |
| ------------------------------------------ | --- | ---------- | ----------------------------- | ----------------------------- |
|                                            |     |            |                               |                               |
| SEZON DZIEWIĄTY – POWER RANGERS TIME FORCE |     |            |                               |                               |
|                                            |     |            |                               |                               |
| 03.02.2001                                 | 379 | 01         | Siła z przyszłości            | Force From the Future         |
|                                            |     |            | Siła z przyszłości            | Force From the Future         |
| 10.02.2001                                 | 380 | 02         | Siła z przyszłości            | Force From the Future         |
|                                            |     |            |                               |                               |
| 17.02.2001                                 | 381 | 03         | Rzecz warta walki             | Something to Fight For        |
|                                            |     |            |                               |                               |
| 24.02.2001                                 | 382 | 04         | Ransik żyje                   | Ransik Lives                  |
|                                            |     |            |                               |                               |
| 03.03.2001                                 | 383 | 05         | Niebieski i szybki            | A Blue Streak                 |
|                                            |     |            |                               |                               |
| 10.03.2001                                 | 384 | 06         | Pożegnanie                    | A Parting of Ways             |
|                                            |     |            |                               |                               |
| 17.03.2001                                 | 385 | 07         | Krótkie spięcie               | Short Circuited               |
|                                            |     |            |                               |                               |
| 24.03.2001                                 | 386 | 08         | Zemsta Jen                    | Jen’s Revenge                 |
|                                            |     |            |                               |                               |
| 31.03.2001                                 | 387 | 09         | Time Shadow                   | The Time Shadow               |
|                                            |     |            |                               |                               |
| 07.04.2001                                 | 388 | 10         | Nieznana przyszłość           | Future Unknown                |
|                                            |     |            |                               |                               |
| 14.04.2001                                 | 389 | 11         | Wyjątkowo pomocny Trip        | Uniquely Trip                 |
|                                            |     |            |                               |                               |
| 21.04.2001                                 | 390 | 12         | Dwa światy                    | Worlds Apart                  |
|                                            |     |            |                               |                               |
| 28.04.2001                                 | 391 | 13         | Poszukiwanie Quantum          | The Quantum Quest             |
|                                            |     |            |                               |                               |
| 05.05.2001                                 | 392 | 14         | Starcie o kontrolę            | Clash for Control             |
|                                            |     |            | Starcie o kontrolę            | Clash for Control             |
| 12.05.2001                                 | 393 | 15         | Starcie o kontrolę            | Clash for Control             |
|                                            |     |            |                               |                               |
| 19.05.2001                                 | 394 | 16         | Niebieski ochroniarz          | Bodyguard in Blue             |
|                                            |     |            |                               |                               |
| 19.05.2001                                 | 395 | 17         | Legenda wieży zegarowej       | The Legend of the Clock Tower |
|                                            |     |            |                               |                               |
| 02.06.2001                                 | 396 | 18         | Zaufanie i sukces             | Trust and Triumph             |
|                                            |     |            |                               |                               |
| 09.06.2001                                 | 397 | 19         | Trip na straży uciśnionych    | Trip Takes a Stand            |
|                                            |     |            |                               |                               |
| 16.06.2001                                 | 398 | 20         | Sekrety Quantum               | Quantum Secrets               |
|                                            |     |            |                               |                               |
| 23.06.2001                                 | 399 | 21         | Zauroczeni Rangersi           | Lovestruck Rangers            |
|                                            |     |            |                               |                               |
| 07.07.2001                                 | 400 | 22         | Ostatni wyścig                | The Last Race                 |
|                                            |     |            |                               |                               |
| 14.07.2001                                 | 401 | 23         | Wielka demaskacja             | Full Exposure                 |
|                                            |     |            |                               |                               |
| 21.07.2001                                 | 402 | 24         | Filmowe szaleństwo            | Movie Madness                 |
|                                            |     |            | Filmowe szaleństwo            | Movie Madness                 |
| 28.07.2001                                 | 403 | 25         | Filmowe szaleństwo            | Movie Madness                 |
|                                            |     |            |                               |                               |
| 04.08.2001                                 | 404 | 26         | Zdrajca z przeszłości         | Time Force Traitor            |
|                                            |     |            |                               |                               |
| 11.08.2001                                 | 405 | 27         | Gniew Fraxa                   | Frax’s Fury                   |
|                                            |     |            |                               |                               |
| 18.08.2001                                 | 406 | 28         | Brzask przeznaczenia          | Dawn of Destiny               |
|                                            |     |            |                               |                               |
| 25.08.2001                                 | 407 | 29         | Walka z przeznaczeniem        | Fight Against Fate            |
|                                            |     |            |                               |                               |
| 08.09.2001                                 | 408 | 30         | Zwycięstwo nad przeznaczeniem | Destiny Defeated              |
|                                            |     |            |                               |                               |
| 15.09.2001                                 | 409 | 31         | Rangersi pod przykrywką       | Undercover Rangers            |
|                                            |     |            |                               |                               |
| 22.09.2001                                 | 410 | 32         | Złowrogi rycerz               | Beware the Knight             |
|                                            |     |            |                               |                               |
| 29.09.2001                                 | 411 | 33         | Czas na Lightspeed Rescue     | Time for Lightspeed           |
|                                            |     |            |                               |                               |
| 06.10.2001                                 | 412 | 34         | Odbicie zła                   | Reflections of Evil           |
|                                            |     |            |                               |                               |
| 13.10.2001                                 | 413 | 35         | Randka marzeń Nadiry          | Nadira’s Dream Date           |
|                                            |     |            |                               |                               |
| 20.10.2001                                 | 414 | 36         | Niepewny Circuit              | Circuit Unsure                |
|                                            |     |            |                               |                               |
| 27.10.2001                                 | 415 | 37         | Cisza przed burzą             | A Calm Before the Storm       |
|                                            |     |            |                               |                               |
| 03.11.2001                                 | 416 | 38         | Koniec czasu                  | The End of Time               |
|                                            |     |            | Koniec czasu                  | The End of Time               |
| 10.11.2001                                 | 417 | 39         | Koniec czasu                  | The End of Time               |
|                                            |     |            | Koniec czasu                  | The End of Time               |
| 17.11.2001                                 | 418 | 40         | Koniec czasu                  | The End of Time               |
|                                            |     |            |                               |                               |